# مازن فقهاء
مازن محمد سليمان حسين فقهاء (1979-2017)، أحد قادة كتائب الشهيد عز الدين القسام في الضفة الغربية المحتلة،
ولد بمحافظة طوباس -شمال القدس- في 24 اغسطس 1979، حاصل على شهادة البكالوريوس في إدارة الأعمال من جامعة النجاح بنابلس وتخرّج منها صيف 2001. خرج من سجن الاحتلال الإسرائيلي صفقة وفاء الأحرار، ثم اغتاله الاحتلال الإسرائيلي عام 2017 باستخدام جواسيس وعملاء في غزة.

## حياته
ولد مازن محمد سليمان فقها في بلدة طوباس الواقعة بين مدينتي نابلس وجنين في منطقة الشمال، وتلقى تعليمه الأساسي في طوباس، وارتاد المسجد وعمره 8 سنوات، وبدأ بحفظ القرآن الكريم منذ صغره، وأكمل تعليمه الثانوي في طوباس، ثم التحق بجامعة النجاح الوطنية في نابلس ودخل كلية الاقتصاد.
استخدمت سلطات الاحتلال مع الشهيد خلال اعتقاله في سجون الاحتلال أقسى أنواع التحقيق، وحكم عليه بالسجن (9 مؤبدات و50 سنة)، وتحرر ضمن صفقة وفاء الأحرار عام 2011 لتبدأ مسيرة جديدة من الجهاد والتضحية انتهت باستشهاده.
مازن محمد سليمان حسين فقهاء، من مواليد محافظة طوباس (شمال القدس) في 24/8/1979 ويعود أصله إلى بلدة سنجل في قضاء رام الله، حاصل على شهادة البكالوريوس في إدارة الأعمال من «جامعة النجاح» حيث تخرج منها صيف 2001. 
تزوج من ناهد عصيرة وله منها ولد اسمه محمد وبنت اسمه سما.

## عمله المقاوم
نشط فقهاء بصفوف الكتلة الإسلامية ومجلس الطلبة في جامعته، وأصبح أحد أفراد حركة «حماس»، والتحق بصفوف القسام وهو في السنة الأولى من دراسته الجامعية، وفي السنة الثالثة أصبح مطارداً، وتخرج في كلية الاقتصاد بجامعته وهو مطارد من الجيش الإسرائيلي.

## معارك
العصف المأكول

## في سجن السلطة الفلسطينية (حركة فتح)
مع بداية انتفاضة الأقصى، لاحقت الأجهزة الأمنية التابعة لحركة فتح في الضفة الغربية مازن فقها، واعتقل ثلاث مرات، واستجوبه جهاز المخابرات الفلسطيني في المرة الأولى عام 2000م، واعتقل شهراً عام 2001م.

## في سجن الاحتلال الإسرائيلي وهدم بيته
في شهر فبراير من عام 2002، أصبح فقها مطارداً لقوات الاحتلال الإسرائيلي، تلاحقه وأسرته وتداهم بيته بشكل متكرر، بين الحين والآخر، إلى أن اعتقلته في صباح يوم الاثنين 5/8/2002 بعد حصار دام 6 ساعات في منزل تحصّن فيه، ثم هدمت منزله بعد ثلاثة أيام.

## اغتياله
تعرض فقها في يوم الجمعة الموافق 24 مارس 2017 لعملية اغتيال أمام منزله بحي تل الهوى في مدينة غزة، وذلك بأربع رصاصات بمسدس كاتم للصوت. أدانت معظم الفصائل الفلسطينية عملية الاغتيال، وحملت الاحتلال الإسرائيلي، وعملاءه المسؤولية الكاملة.

### كشف القاتل
أعلن إسماعيل هنية رئيس المكتب السياسي لحركة حماس من أمام منزل الشهيد مازن فقها في غزة عن تمكن الأجهزة الأمنية من معرفة القاتل العميل للاحتلال الإسرائيلي الذي اغتال الشهيد وأنه تم إلقاء القبض عليه وتوعد بتنفيذ القصاص الثوري بحقه هو ومن عاونه.

## وصلات خارجية
- من المطاردة للشهادة.. سيرة القائد مازن فقها تعرّف إليها - المركز الفلسطيني للإعلام، 5/3/2017
- بالصور: من هو الأسير المحرر الشهيد مازن فقهاء؟  - وكالة شهاب للأنباء
- اغتيال قيادي بالقسام وحماس تحمل إسرائيل المسؤولية - الجزيرة نت
- هنية يعلن اعتقال منفذ عملية اغتيال مازن فقها - المركز الفلسطيني للإعلام
- هنية يعلن اعتقال منفذ اغتيال مازن فقها - الجزيرة نت